# Erich Röth
Erich Röth (* 15. Oktober 1895 in Flarchheim; † 6. April 1971 in Eisenach) war ein deutscher Verleger und Sprachforscher.

## Leben
Nach Ausbildung und Tätigkeit als Lehrer gründete Erich Röth 1920 seine Urquellbuchhandlung in Mühlhausen, 1921 seinen gleichnamigen Verlag, in dem bis 1931 vorwiegend thüringische Heimatliteratur erschien, darunter ab 1924 Thüringer Monatshefte. Pflüger. 1926 übersiedelte er nach Flarchheim und übernahm 1929 die Zeitschrift Die Kommenden (Ernst Jünger war zeitweise Herausgeber), in der sich alsbald in der Front der Kommenden der überbündische Widerstand gegen den Nationalsozialismus formierte. Ab 1930 gab Karl O.Paetel das Handbuch der deutschen Jugendbewegung heraus. 1931 begann die Zusammenarbeit mit Roderich v. Bistram. Als die Zeitschrift nach Beginn der Zeit des Nationalsozialismus 1933 zweimal verboten wurde, übersiedelte Erich Röth 1934 nach Eisenach und gab sie mit gleichen Mitarbeitern und Zielen unter dem Tarnnamen Wille zum Reich wieder heraus. Ab 1934 bestand eine Verbindung zum Kreis der NS-Gegner um Harro Schulze-Boysen, dessen Verleger Erich Röth bis 1936 war. Danach bestand eine Zusammenarbeit mit der süddeutschen Widerstandsgruppe Curt Letsche und Alfred Broghammer. Am 30. April 1941 wurde der im Zweiten Weltkrieg der zum Heer eingezogene Erich Röth verhaftet und im Gestapo-Hauptquartier Berlin Prinz-Albrecht-Straße in Einzelhaft genommen, danach später der Vorbereitung zum Hochverrat angeklagt und verurteilt, jedoch nicht hingerichtet. Am 5. Dezember 1941 wurde er aus der Reichsschrifttumskammer ausgeschlossen. Ab Februar 1942 war Röth unter Polizeiaufsicht in einer Sanitätseinheit an der Kriegsfront.
Nach dem Kriegsende erhielt Röth am 31. März 1947 erhielt eine Verlagslizenz durch die Sowjetische Militäradministration. Er griff seine 1928 begonnene Reihe Das Gesicht der Völker zur Völkerverständigung wieder auf und veröffentlichte darin Volksdichtung und Kulturzeugnisse aus allen 5 Erdteilen. Dem noch privaten Erich Röth-Verlag wurde am 25. Juli 1955 als einzigem in der DDR während der Zeit Walter Ulbrichts eine Zweigniederlassung in Westdeutschland (Kassel) genehmigt. Leiter wurde Röths Sohn Diether. Hier erschienen 3 Bände, darunter Chinesische Musik von Kurt Reinhardt. Der Ständiger Buchaustausch zwischen Eisenach und Kassel führte zu großen Verlusten, da die DDR-Behörde Deutscher Buchexport und -import GmbH die Druckaufträge der Zweigstelle in der DDR widerrechtlich dem Hauptsitz zurechnete, was zu dortigen hohen Steuerbelastungen führte.
Da Erich Röth sich weigerte, Staatskredit anzunehmen, wurde ihm am 3. Mai 1958 von Minister Erich Wendt die Verlagslizenz entzogen, mit der wahrheitswidrigen Begründung, er habe die Naziherrschaft mit vorbereitet. Als angebliche Beweise dienten Schriften, die überhaupt nicht in seinem Verlag erschienen waren, dazu auch ein Band der Widerstandsgruppe Schulze-Boysen. Alle Einsprüche, auch bei höchsten Regierungsstellen, wurden abgelehnt, hohe angebliche Steuerschulden wurden eingezogen und der Verlag damit vernichtet.
Da Erich Röth verlegerisch nicht mehr tätig sein konnte, wandte er sich wieder seinen bereits 1926 begonnenen Sprachforschungen zu. Er sammelte und etymologisierte Wortgut der mitteldeutschen sprachlichen Unterschicht, formulierte indoeuropäische Lautgesetze und ergründete das Weiterleben des Indoeuropäischen bis in die Gegenwart. Er starb 1971.
Seit 2002 befindet sich ein Teil des Nachlasses im Institut für Zeitgeschichte München, einiges über die Nachkriegstätigkeit des Verlages im Historischen Archiv und der Bibliothek des Börsenvereins, die mittlerweile ins Deutsche Buch- und Schriftmuseum in Leipzig überführt ist.

## Herausgabe von Periodika
- 1926: Thüringer Monatshefte Pflüger
- 1926 Die Urquellbücher
- 1927f.: Deutsche Bauernhochschule (4 Hefte)
- 1928–1958: Das Gesicht der Völker .
- 1929–1933 Die Kommenden
- 1934–1941 Wille zum Reich (zeitweise: „Führerzeitschrift des Deutschen Wandervogels“)
- 1951ff. Die Erdkreisbücher
- 1953ff. Veröffentlichungen der Wartburgstiftung
- 2016- 2018 (postum) Bäuerliches Leben um 1900 (5 Bände)

## Veröffentlichungen
- Sind wir Germanen? Das Ende eines Irrtums. Kassel 1967, 2. Auflage Bad Langensalza: 2006, danach posthum:
- Mit unserer Sprache in die Steinzeit. Mitteldeutsches Wortgut erhellt die Ur- und Frühgeschichte. Bad Langensalza 2004, 2. Auflage 2005
- Lebens- und Jahresfeste in Nordwestthüringen. Bad Langensalza 2017
- Der Bauer als Ackermann. Bad Langensalza 2018
- Bäuerliche Tätigkeiten in Scheune, Stall, Haus und Hof. Bad Langensalza 2018
- Tiere auf dem Bauernhof. Bad Langensalza  2018
- Hausarbeiten der Bauersfrau. Bad Langensalza 2019
- Kleines etymologisches Wörterbuch der deutschen Sprache. Ihre Geschichte in neuer Sicht. Hamburg 2022

Veröffentlichungen über ihn
- Justus H. Ulbricht in: Monika Estermann/Michael Knoche: Von Göschen bis Rowohlt. Beiträge zur Geschichte des deutschen Verlagswesens 1990. Wiesbaden 1990, S. 182–192 (fehlerhaft).
- Diether Röth (Hrsg.): Festschrift Erich Röth-Verlag 1921–1981. Verlag mit Profil. Kassel 1981
- Dieter Fechner: Mühlhäuser Druckereien Buchhandlungen Bibliotheken seit 1565. Bad Langensalza, S. 42–54, 80–82
- Stefan Breuer, Ina Schmidt: Die Kommenden, eine Zeitschrift der bündischen Jugend (1926–1933). Schwalbach/Ts. 2010 (fehlerhaft)
- Diether Röth: Verlag in zwei Diktaturen. Der Erich Röth-Verlag – eine Dokumentation zur Zeitgeschichte. Bad Langensalza 2016
- Diether Röth: Der Erich Röth Verlag. Mitteldeutsches Jahrbuch für Kultur und Geschichte. Bonn 2022, S. 227–229